# Vlajka Nikaraguy

Nikaragujská vlajka
Poměr stran: 3:5

Vlajka Nikaraguy je tvořena listem o poměru stran 3:5 se třemi vodorovnými pruhy: modrým, bílým a modrým. Uprostřed je umístěný státní znak Nikaraguy z roku 1908.
Znak je tvořen trojúhelníkem (jehož strany symbolizují rovnost, pravdu a právo), ve kterém se na hranicích dvou oceánů zvedá pět zelených vulkánů, symbolizujících Nikaraguu, Honduras, Guatemalu, Kostariku a Salvador, které se v letech 1823 až 1839 sdružili do Spojené provincie Střední Ameriky. Nad nimi je čapka svobody, vystřelující bílé louče, a duha míru. Okolo trojúhelníku je kruh a v něm ve žluté barvě nápis REPÚBLICA DE NICARAGUA. AMERICA CENTRAL. Barvy vlajky jsou převzaté z vlajky již zmíněných Spojených provincií z roku 1823 a též uvedený „vulkánový“ znak, který používala tato federace od roku 1823.
Symbolika barev odpovídá znaku: modré pruhy představují vody Karibského moře (Atlantský oceán) a Tichého oceánu, které omývají břehy spojených krajin, ale také spravedlnost a věrnost, bílá čistotu a poctivost.

## Historie
Vlajka se používá od roku 1908, předtím platila v letech 1823–1854. Naposledy byla schválená roku 1971.

Nikaragujská vlajka (1839–1858) Poměr stran: 3:5
Nikaragujská národní vlajka (1854–1858) Poměr stran: 3:5
Nikaragujská vlajka (1858–1889 a 1893–1896) Poměr stran: 3:5
Nikaragujská vlajka (1889–1893) Poměr stran: 3:5
Nikaragujská vlajka (1896–1908) Poměr stran: 3:5

## Fialová barva
Nikaragujská vlajka, spolu s vlajkou Dominickou, jsou jediné dvě státní vlajky, na kterých je použita fialová barva (a to ještě ve velmi malém množství).